# 賽道狂飆系列
賽道狂飆系列是一系列於Windows及任天堂DS上發行的賽車遊戲。此系列主要由法國遊戲開發團隊Nadeo製作，遊戲亦有單人及多人連線模式。

## 遊戲特色
有別於一般的賽車遊戲，《賽道狂飆》容許玩家無限次、任何時候在同一賽道上重新開始比賽，直至玩家滿意自己的成績為止（單人及多人模式同樣）。而在多人連線模式中，雖然玩家會看到其他玩家在賽道上行駛，但玩家的車輛將不能夠與其他車輛有任何觸碰。除了赛道封闭之外，规则非常类似Stunts。

## 系列遊戲

### 《賽道狂飆》（TrackMania）
- 發行日期：法國、英國：2003年11月，其餘地區：2004年5月
- 開發小組：Nadeo
- 發行商：英國：Digital Jesters，法國：Focus，美國：Enlight，國際：Steam
- 平台：Microsoft Windows
- 評級：泛歐遊戲資訊組織（PEGI）：3歲以上

### 《賽道狂飆：日出》（TrackMania Sunrise）
- 發行日期：英國：2005年4月，其餘地區：2005年5月
- 開發小組：Nadeo
- 發行商：英國：Digital Jesters，美國：Enlight
- 平台：Microsoft Windows
- 評級：泛歐遊戲資訊組織（PEGI）：3歲以上

### 《賽道狂飆：國家》（TrackMania Nations）
- 發行日期：
- 開發小組：Nadeo
- 平台：Microsoft Windows

### 《賽道狂飆：聯合》（TrackMania United）
- 發行日期：線上：2006年11月17日，Steam：2007年6月14日，美國：2007年3月23日，俄羅斯：2006年12月22日，歐洲：2007年3月29日，德國：2007年2月23日
- 開發小組：Nadeo
- 發行商：英國：Deep Silver，俄羅斯：Buka，美國：Enlight，澳洲：QV Software，台灣：宇峻奧汀，其餘地區：Steam
- 平台：Microsoft Windows

### 《賽道狂飆 DS》（TrackMania United DS）
- 發行日期：歐洲：2008年11月14日，北美：2009年3月17日[2]
- 開發小組：Firebrand Games
- 發行商：歐洲：Focus Home Interactive，美國：Atlus[2]
- 平台：Nintendo DS
- 評級：泛歐遊戲資訊組織（PEGI）：3歲以上，娛樂軟件分級委員會（ESRB）：所有人

## 外界反應

### 遊戲評價
《賽道狂飆》系列在各個遊戲評級網站中都獲得不俗的成績。獲得評級如下表：
|                        | Metacritic | GameRankings |
| ---------------------- | ---------- | ------------ |
| 《賽道狂飆》           | 74         | 73.73%       |
| 《賽道狂飆：日出》     | 82         | 82.66%       |
| 《賽道狂飆：國家永恆》 | N/A        | 87.33%       |
| 《賽道狂飆：聯合永恆》 | 84         | 80.00%       |
| 《賽道狂飆 DS》        | 75         | 75.41%       |

### 健力士世界紀錄大全
由於《賽道狂飆》系列的成功，該作獲得了六項健力士世界紀錄大全的世界紀錄，並被收錄在《健力士世界紀錄大全：電子遊戲版 2008》（Guinness World Records: Gamer's Edition 2008 ）之中：（只列出部份）
- 最大線上競賽遊戲（Biggest Online Race）
- 最受歡迎線上模擬競賽遊戲（Most Popular Online Racing Sim）
- 最大型內容的競賽遊戲（Largest Content Base of Any Racing Game）
- 有最多玩家自制游戏视频的游戏(Most popular user-creadit video)
- 第一个专为竞技而制作的游戏(First publicly available game specially for an online compepition)
- 有最多不同国籍玩家参加的游戏(Most nationalities in an offline racing competition)

## 其他
- ManiaDrive：一个模仿的开源游戏，拥有自己的引擎。
- Ultimate Stunts：模仿Stunts的开源游戏

## 外部連結
- （英文） 賽道狂飆官方網頁 （页面存档备份，存于）